# Шатноа (Јура)
Шатноа (фр. Châtenois) насеље је и општина у источној Француској у региону Франш-Конте, у департману Јура која припада префектури Доле.
По подацима из 2011. године у општини је живело 353 становника, а густина насељености је износила 43,96 становника/km². Општина се простире на површини од 8,03 km². Налази се на средњој надморској висини од 220 метара (максималној 348 m, а минималној 207 m).

## Демографија
| 1962. | 1968. | 1975. | 1982. | 1990. | 1999. | 2011. |
| ----- | ----- | ----- | ----- | ----- | ----- | ----- |
| 151   | 183   | 232   | 294   | 321   | 355   | 353   |

График промене броја становника у току последњих година